# Beatlemania! With the Beatles
Beatlemania! With The Beatles var den engelska popgruppen The Beatles' första LP-album i Kanada. Den innehöll samma låtsammansättning som With The Beatles, som var gruppens andra LP i Europa. Skivorna hade också samma omslagsbild - ett konstnärligt svartvitt foto på de fyra Beatlesmedlemmarna i mörka polotröjor tagna av fotografen Robert Freeman.
Beatlemania! With The Beatles kom ut i mono den 25 november 1963 - endast tre dagar efter att With The Beatles släppts i Europa.

## Låtlista
Låtarna skrivna av Lennon/McCartney, där inget annat namn anges

### Sida A
1. It Won't Be Long - 2:13
2. All I've Got to Do - 2:04
3. All My Loving - 2:09
4. Don't Bother Me (George Harrison) - 2:29
5. Little Child - 1:48
6. Till There Was You (Meredith Willson) - 2:16
7. Please Mr. Postman (Robert Bateman/Georgia Dobbins/William Garrett/Freddie Gorman/Brian Holland) - 2:36

### Sida B
1. Roll Over Beethoven (Chuck Berry) - 2:47
2. Hold Me Tight - 2:32
3. You've Really Got a Hold on Me (Smokey Robinson) - 3:02
4. I Wanna Be Your Man - 1:58
5. Devil In Her Heart (Richard Drapkin) - 2:27
6. Not a Second Time - 2:08
7. Money (That's What I Want) (Janie Bradford/Berry Gordy) - 2:47